# Chantilly Lace (Lied)
Chantilly Lace ist der Name eines Rock-’n’-Roll-Liedes (auch Novelty-Song) aus dem August 1958. Geschrieben und gesungen wurde es von Jiles Perry (J.P.) Richardson, der unter seinem Künstlernamen The Big Bopper bekannt wurde. Der Produzent war Jerry Kennedy.

## Geschichte
Das Lied wurde ursprünglich für das Musiklabel D Records aufgenommen, dann aber an Mercury Records verkauft, welche es im Sommer des Jahres 1958 herausbrachten. Nur sechs Monate nach Chuck Berrys Song Sweet Little Sixteen, welches eine ähnliche Akkord-Abfolge einsetzte. Chantilly Lace erreichte auf Anhieb Platz 6 der Billboard Hot 100 und hielt sich 22 Wochen in der nationalen Top Ten. Es war die Single, die im Radio am dritthäufigsten gespielt wurde. In der Zeitschrift Cashbox, welche eine berühmte eigene Hitliste führte, stand der Titel auf Platz 4.
In Deutschland, Österreich oder der Schweiz hat der Titel keine Position erreicht (So wie alle anderen Songs von Big Bopper).

### Version von Jerry Lee Lewis
1972 erschien eine Neuaufnahme von Jerry Lee Lewis (B-Seite: „Think About It Darlin“), welche für drei Wochen die Spitze der Hitliste der Billboard Hot Country Songs erklomm. Diese Aufnahme wurde auch ein Top-50-Hit in den USA, wo sie Platz 43 erreichte und ebenfalls ein Top 40 Pop Hit in Großbritannien wurde. Auch diese Interpretation schaffte nicht den Sprung in die Hitlisten des deutschsprachigen Raums.

## Inhalt
Das Lied beschreibt einen jungen Mann, der mit seiner Freundin am Telefon flirtet. Er zählt ihr die Dinge auf, die er gerne an ihr mag.
Darunter zählen:

“Chantilly lace and a pretty face

And a pony tail hangin' down

A wiggle in her walk and a giggle in her talk”

„Chantilly-Spitze und ein hübsches Gesicht

Und ein hängender Pferdeschwanz

Ein [Po]Wackeln, wenn sie geht und ein Kichern, wenn sie spricht“

Das Lied beginnt mit dem Klingeln eines Telefons. Dann folgt die laute und gedehnte Begrüßung: „HELLO BABY“. Dieses Motiv wurde in einem folgenden Lied Big Boppers, Big Bopper’s Wedding, in dem der Sänger vor einem Traualtar steht und dabei ein Auge auf die Brautjungfern wirft, verwendet. Sein visuelles Interesse an den umstehenden Mädchen war so stark, dass der ungeduldige Priester ihn mit Blick auf die Braut fragt „Do you or don’t you take this woman?“ (Nehmen Sie diese Frau jetzt oder nicht?).

## Antworten, Coverversionen und Samples
- Chantilly Lace inspirierte acht Jahre später die Macher des Films The Las Vegas Hillbillys (1966) dazu ihre Hauptdarstellerin Jayne Mansfield ein Antwortlied mit dem Titel That Makes It zu singen. Sie agiert hier, als wäre sie das Mädchen am anderen Ende der Telefonleitung.[7]

- Der US-amerikanische Soul-Sänger Shorty Long nahm dieses Lied 1966 auf und veröffentlichte es ein Jahr später.

- Die US-amerikanische Rockband Sha Na Na nahmen eine Coverversion für ihr 1973 erschienenes Album The Golden Age of Rock ’n’ Roll auf. (herausgebracht durch Kama Sutra Records).

- Der Song ist Bestandteil der Filmmusik des Films American Graffiti vom Regisseur George Lucas aus dem Jahr 1973.

- Rudi Büttner sang 1959 das Lied unter dem Titel Ich Liebe You (deutscher Text: Kurt Hertha). Die Hamburger Formation Rentnerband nahm 1974 eine Coverversion dieses Textes für ihr Album  ... Alles Klar auf.
- Eine weitere deutschsprachige Coverversion veröffentlichte Didi Zill 1978 unter dem Titel Chantilly Jane.[8][9]

- 1980 nahm R. Stevie Moore eine Punkrockversion des Liedes auf.

- Die Rolling Stones brachten eine Version des Liedes auf ihrer Europa-Tournee 1982 in Deutschland dar. Begleitet wurden sie durch Ian Stewart am Piano und Bobby Keys am Tenorsaxophon.

- Van Halens Song Good Enough, aus seinem Album 5150 (aus dem Jahr 1986), beginnt damit, dass der Sänger Sammy Hagar „Hello Baby“ ins Mikrofon ruft.

- Ivor Biggun, bekannt als Doc Cox, nahm 1987 für sein Album Partners in Grime eine ungekürzte Version des Songs auf. Hierin änderte er die Refrain-Zeilen ab in „oh you little bobby-dazzler“, „but me bicycle’s broken“ und „me mummy insists that I be in bed by half-past 10“.

- Der Komponist Clark Gassman nutzte das Lied 1991 als Basis für die Titelmelodie der italienisch-amerikanischen Animationsserie Wish Kid.

- Die Phrase „Oh, baby, you know what I like“ wurde 1994 von Jive Bunny and the Mastermixers als Sample in ihrem Stück That’s What I Like verwendet.

- Das Kindermusikprojekt Re-Bops nahm 1995 eine Weihnachtsversion für ihr Album Oldies for a Cool Christmas auf. Der Songtext beinhaltet den Wunsch nach einer Puppe, welcher vielstimmig an den Weihnachtsmann gerichtet wird.[10]

- Im österreichischen Kinofilm Kottan ermittelt: Rien ne va plus von 2010 bringt der Schauspieler Johannes Krisch eine selbst gesungene und getanzte Einlage dieses Liedes.[11]